# Samen zijn
Samen zijn is een nummer van de Nederlandse zangeres Willeke Alberti. Het was het titellied van de kindertelevisieserie  Pompy de Robodoll van Veronica uit 1987. In oktober dat jaar werd het nummer op single uitgebracht.

## Achtergrond
Samen zijn is geschreven door Peter van Asten, Richard de Bois en Tom Manders jr. en geproduceerd door van Asten en de Bois. In het levenslied wordt bezongen wat de kracht van bij elkaar zijn is. Manders jr. was naast liedschrijver van dit lied ook producer van de tv-serie. Het lied zou oorspronkelijk worden opgenomen door Melchior Rietveldt, maar zijn platenlabel gaf daar geen toestemming voor. De B-kant van de single is Het duel, geschreven door dezelfde liedschrijvers. 

## Hitnoteringen
In Nederland behaalde de plaat in de herfst van 1987 kleine successen in de destijds twee landelijke hitlijsten op de nationale publieke popzender Radio 3. In de Nationale Hitparade Top 100 piekte de plaat op de 23e positie en stond tien weken in de publieke hitlijst genoteerd. In de Nederlandse Top 40 was de 37e positie de piekpositie in de drie weken dat de plaat in deze lijst stond genoteerd.
In de sinds december 1999 jaarlijks uitgezonden NPO Radio 2 Top 2000 van de Nederlandse publieke radiozender NPO Radio 2 stond de plaat in 1999 en van 2004 t/m 2009 in de lijst genoteerd, met als hoogste notering een 880e positie in 1999.

### NPO Radio 2 Top 2000
| Nummer met noteringen in de NPO Radio 2 Top 2000 | '99 | '00-'03 | '04  | '05  | '06  | '07  | '08  | '09  |
| ------------------------------------------------ | --- | ------- | ---- | ---- | ---- | ---- | ---- | ---- |
| Samen zijn                                       | 880 | -       | 1562 | 1618 | 1527 | 1920 | 1787 | 1707 |

1. ↑  Een '-' betekent dat het nummer niet was genoteerd en een vetgedrukt getal geeft de hoogste notering aan.
2. ↑  Deze tabel is bijgewerkt tot en met de laatste editie (2024).

## Covers en andere versies
Alberti heeft het nummer in 2020 opnieuw opgenomen en als single uitgebracht in samenwerking met Waylon en Wibi Soerjadi. Deze versie was gemaakt om mensen tijdens de coronacrisis een hart onder de riem te steken. Het nummer is door de jaren heen door vele artiesten gecoverd. Artiesten die het lied hebben gezongen en opgenomen zijn onder andere Paul de Leeuw, Danilo Kuiters, Tino Martin en Ernst Daniël Smid. Er waren twee covers met kleine successen. De carnavalsversie van Johnny Gold piekte in 2011 op de 51e positie van de Single Top 100 en een versie van Sammy Moore behaalde in België een notering in de "Ultratip" van de Vlaamse Ultratop 50.